# Pseudosarcopera oxystylis
Pseudosarcopera oxystylis är en tvåhjärtbladig växtart som först beskrevs av Henri Ernest Baillon, och fick sitt nu gällande namn av Gir.-cañas. Pseudosarcopera oxystylis ingår i släktet Pseudosarcopera och familjen Marcgraviaceae. Inga underarter finns listade i Catalogue of Life.